# Fokker D.XIV
Fokker D.XIV là một loại máy bay tiêm kích phát triển ở Hà Lan vào giữa thập niên 1920.

## Tính năng kỹ chiến thuật
Đặc điểm tổng quát
- Kíp lái: 1
- Chiều dài: 7.90 m (25 ft 11 in)
- Sải cánh: 10.76 m (35 ft 4 in)
- Chiều cao: 3.25 m (10 ft 8 in)
- Trọng lượng rỗng: 950 kg (2.090 lb)
- Trọng lượng có tải: 1.350 kg (2.980 lb)
- Powerplant: 1 × Hispano-Suiza 12Hb, 440 kW (590 hp)

Hiệu suất bay
- Vận tốc cực đại: 274 km/h (170 mph)
- Vận tốc lên cao: 7,1 m/s (1.400 ft/phút)

Vũ khí trang bị
- 2 × súng máy 7,9 mm (.31 in)